# Urania leilus
|  | Dieser Artikel wurde aufgrund von formalen oder inhaltlichen Mängeln in der Qualitätssicherung Biologie zur Verbesserung eingetragen. Dies geschieht, um die Qualität der Biologie-Artikel auf ein akzeptables Niveau zu bringen. Bitte hilf mit, diesen Artikel zu verbessern! Artikel, die nicht signifikant verbessert werden, können gegebenenfalls gelöscht werden. Lies dazu auch die näheren Informationen in den Mindestanforderungen an Biologie-Artikel. |

Urania leilus ist ein Schmetterling (Nachtfalter) aus der Familie der Uraniafalter (Uraniidae), der in weiten Teilen Südamerikas verbreitet ist.

## Beschreibung
Die Falter erreichen eine Spannweite von bis zu 7 cm. Die Grundfärbung der Flügel ist schwarz. Sie haben mehrere blau-grün schimmernde Binden auf den Vorderflügeln. Die Hinterflügel sind bis auf den grünlichen Rand schwarz. Sie sind zu langen Schwänzen ausgezogen. Daher wurde der Falter bei der Erstbeschreibung in die Gattung Papilio, die zu den Ritterfaltern gehört, gezählt.

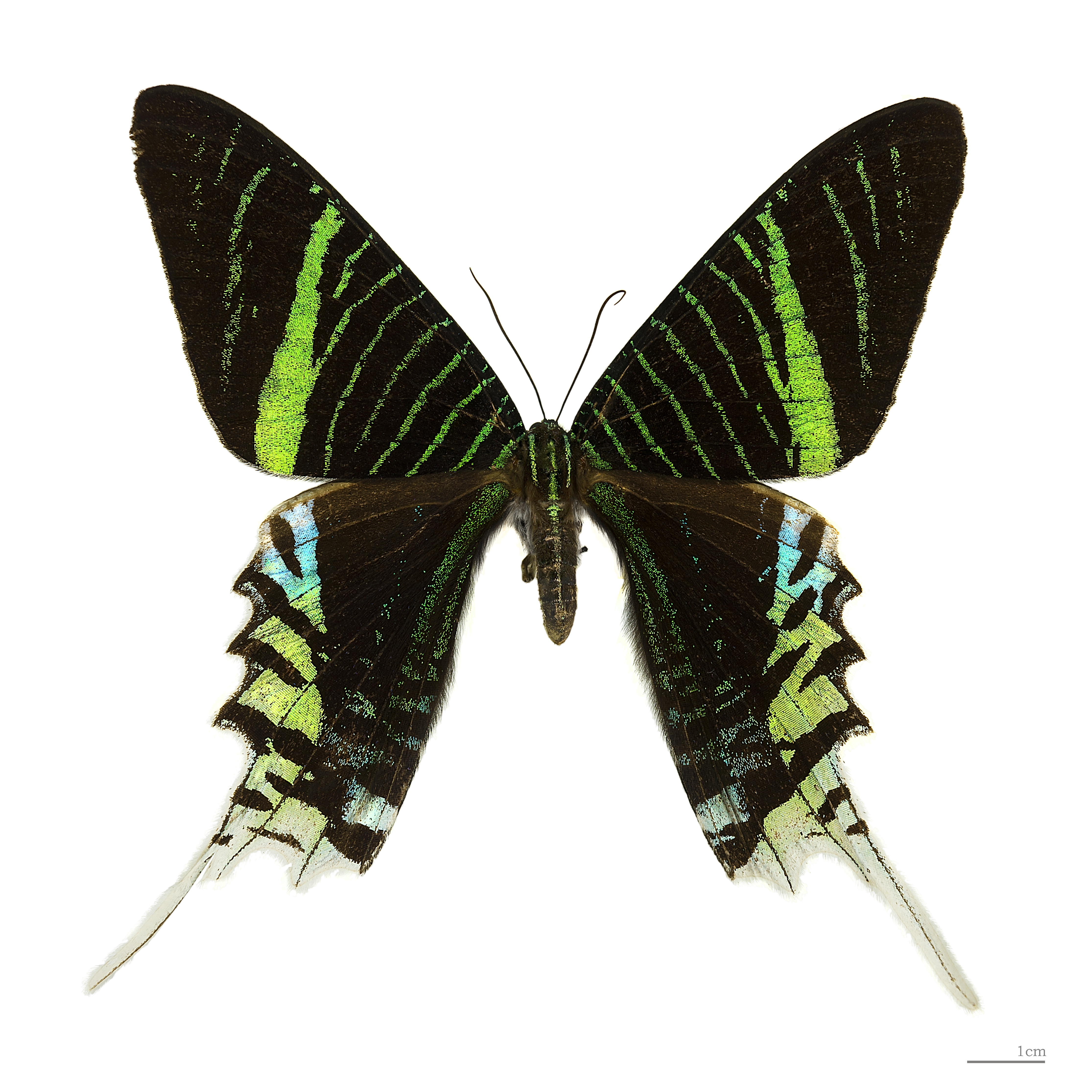
Rückenseite
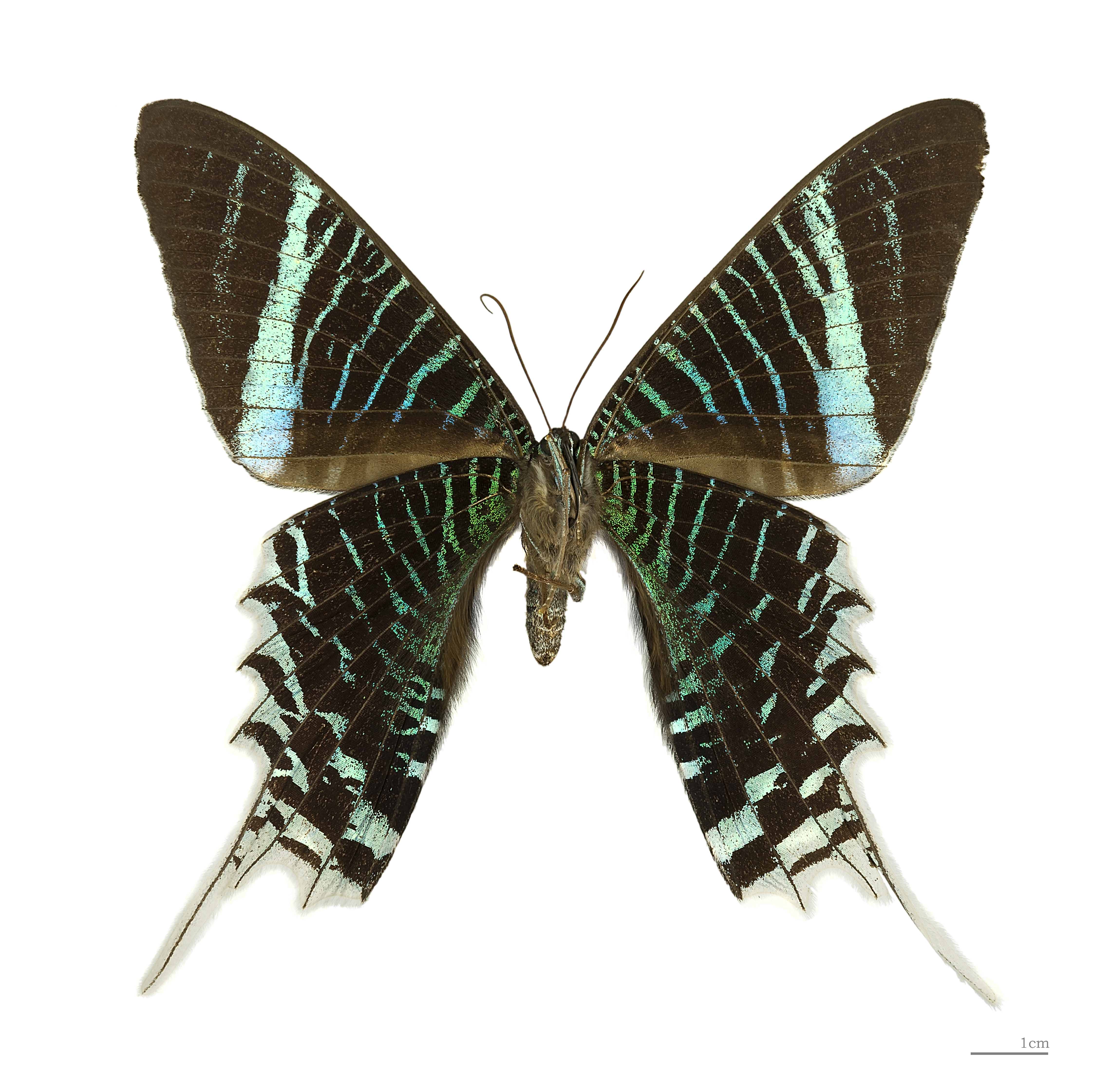
Bauchseite

## Verbreitung
Die Art kommt im tropischen Südamerika (Neotropis) bis hin zur Dominikanischen Republik vor.

## Lebensweise
Die Raupen von Urania leilus fressen an den giftigen Pflanzen der Gattung Omphalea. Bereits 1881 beschrieb der Entomologe Ernst August Hofmann die Raupen von Omphalea diandra. Nach seiner Beschreibung lassen sich die Raupen bei Berührung fallen und entwickeln sich innerhalb von drei Wochen, bevor sie sich in einem losen rotbraunen Gespinst verpuppen. Die Entwicklung in der Puppe zum Falter dauert etwa 16 Tage und dieser befreit sich nachts aus der Puppenhülle, um am nächsten Morgen voll ausgehärtet losfliegen zu können.
Der Falter fliegt tagsüber und hat eine zickzackartigen Flug. In der Regel verbleiben sie in ihrer Schlupfregion, in einigen Jahren schließen sich die Tiere allerdings auch zu großen Schwärmen zusammen und wandern. Laut Hofmann 1881 erreichten diese Schwärme Größen mit Millionen von Individuen.

## Systematik
Urania leilus ist eine eigenständige Art innerhalb der Gattung Urania, die zu den Uraniafaltern innerhalb der Schmetterlinge gehören. Die wissenschaftliche Erstbeschreibung stammt von Carl von Linné, der sie 1758 in seiner 10. Auflage der Systema naturae unter dem Namen Papilio leilus beschrieb. Die Gattung Urania wurde 1807 von Johann Christian Fabricius bei einer Überarbeitung der von Linné eingeführten Gattungen Papilio und Sphinx mit Urania leilus als nomenklatorischer Typus eingeführt.
Die Art war allerdings schon deutlich vor Linnés Erstbeschreibung bekannt und wurde Anfang des 18. Jahrhunderts von Maria Sybilla Merian in ihren Metamorphosis insectorum Surinamensium zusammen mit einer Raupe und einer Puppe abgebildet. Ernst August Hofmann, der im Jahr 1881 die Raupe von Urania leilus beschrieb, bezweifelte in seiner Veröffentlichung allerdings, dass es sich bei der von Merian dargestellten Puppe um die des Falters handelte.

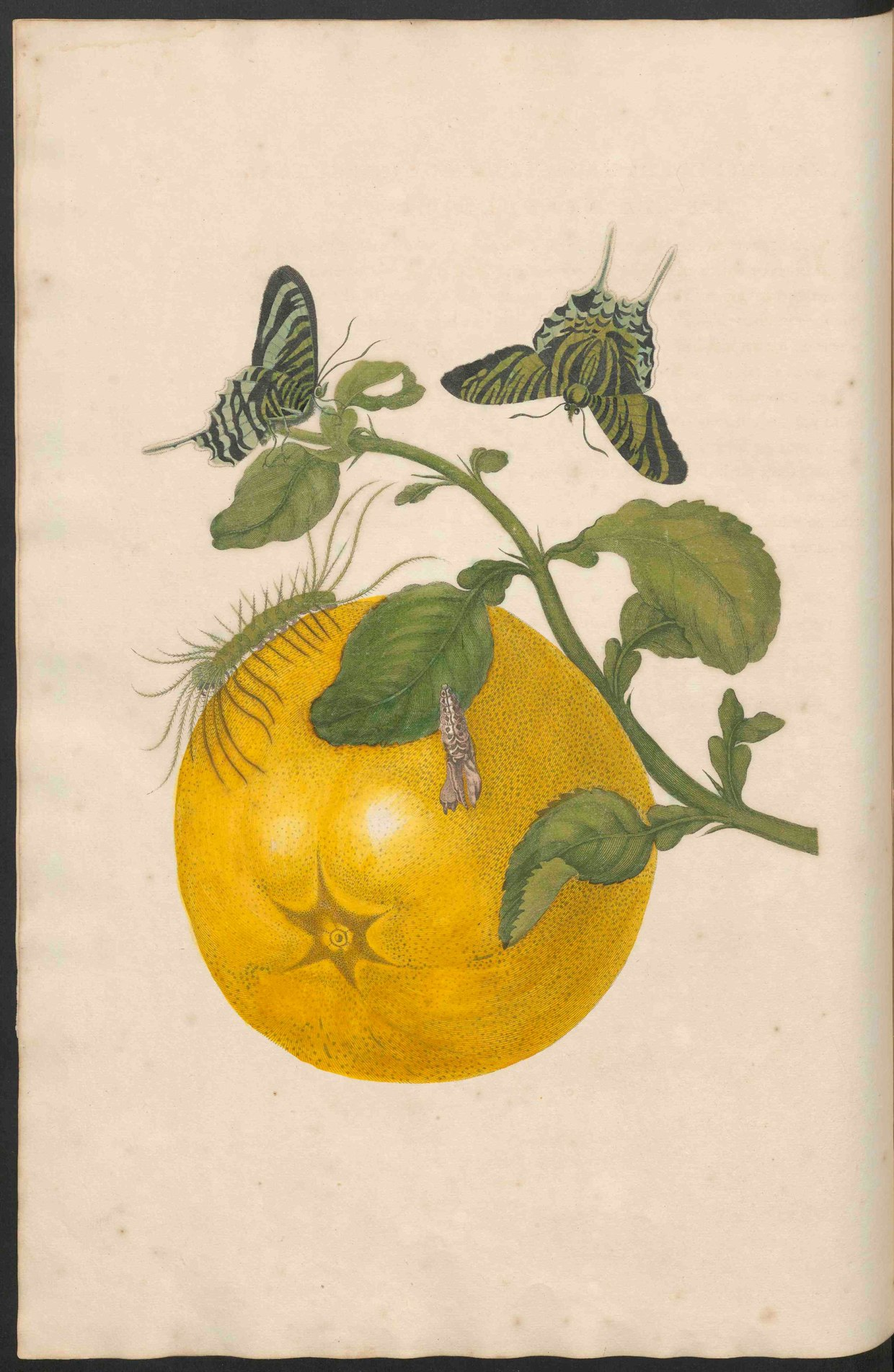
Urania leilus in Metamorphosis insectorum Surinamensium, 1702–1705
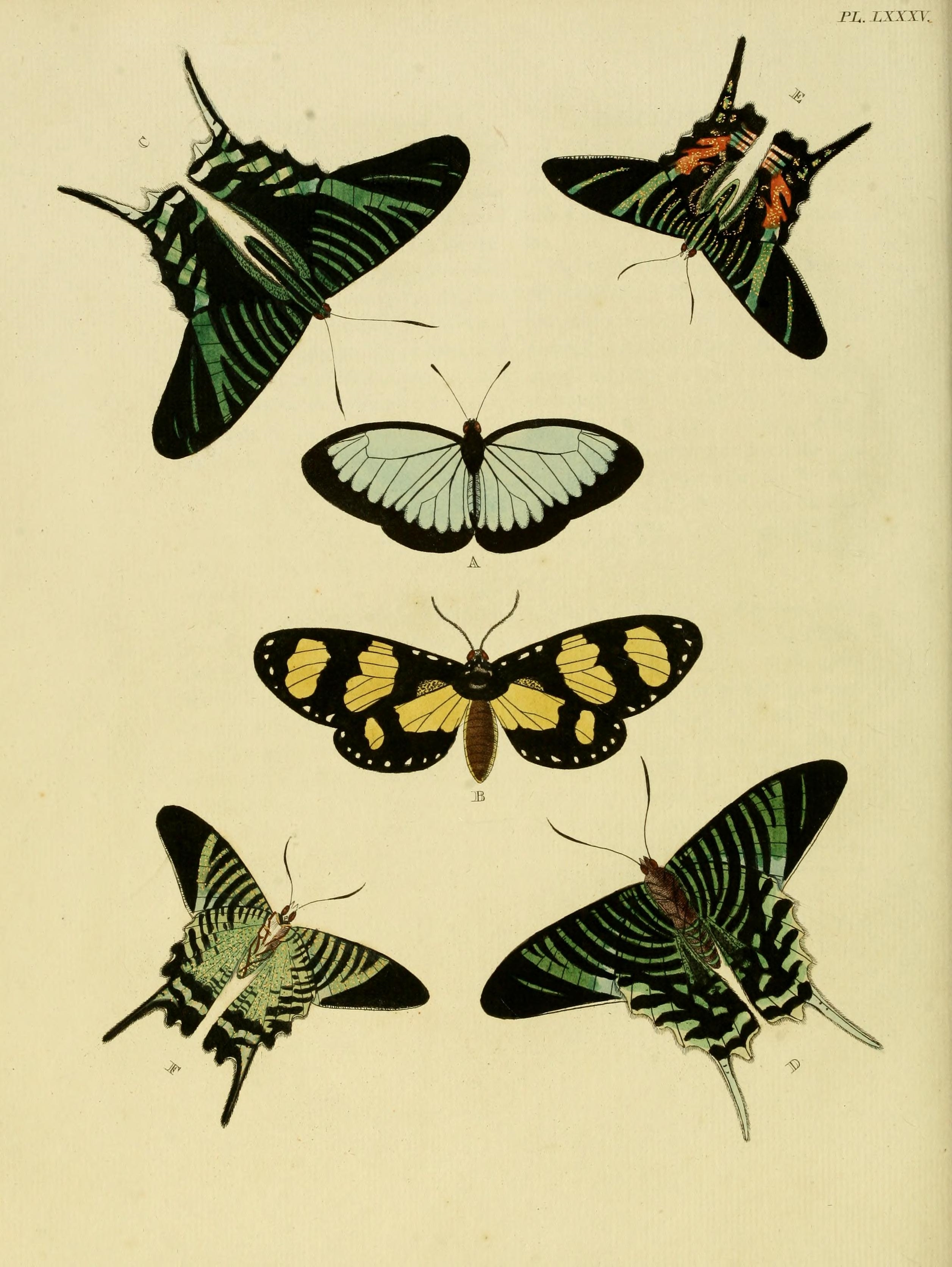
"De uitlandsche kapellen: voorkomende in de drie waereld-deelen Asia, Africa en America = Papillons exotiques des trois parties du monde, l'Asie, l'Afrique et l'Amérique", 1776 (Part 1, Plate LXXXV)
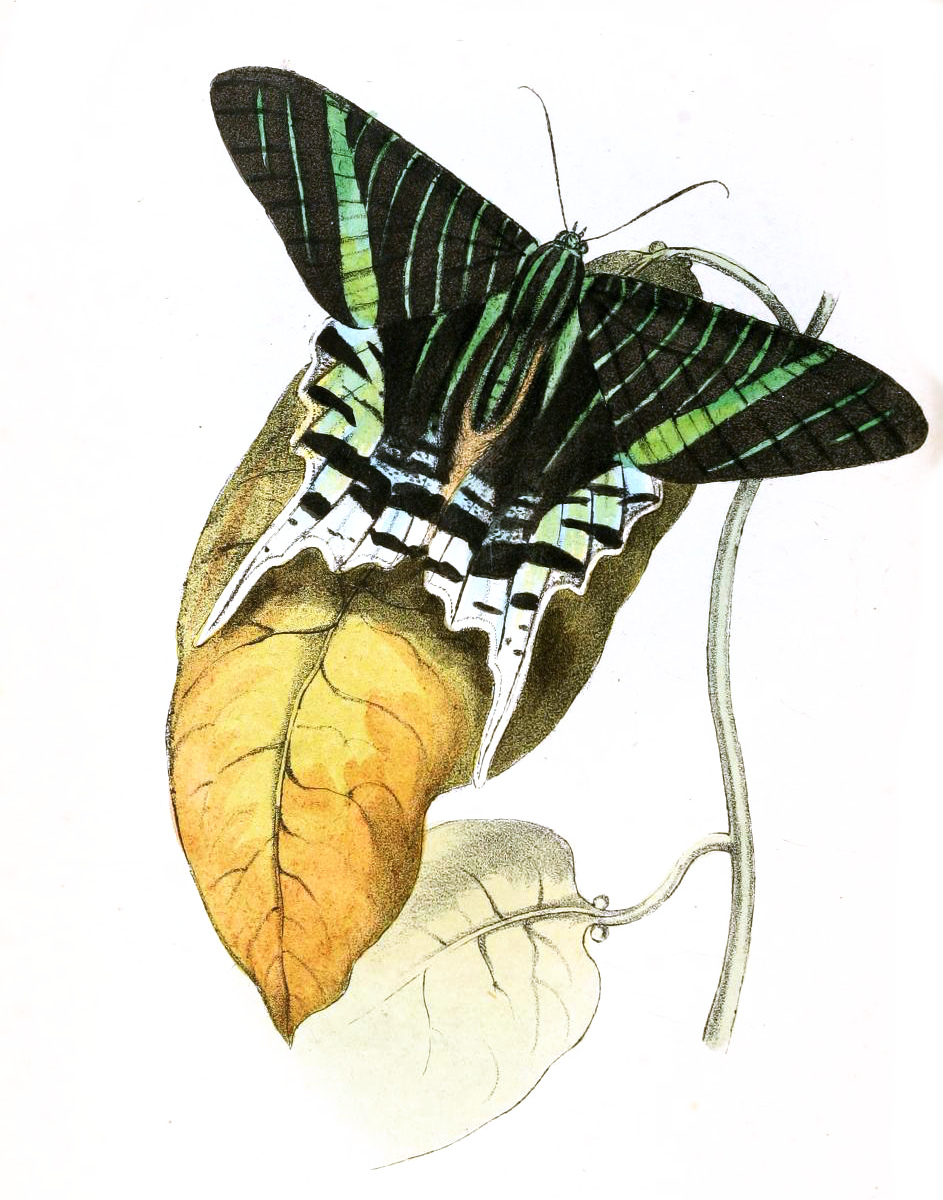
William Swainson: Zoological illustrations or original figures and descriptions of new, rare, or interesting animals. Volume 3. 1833

## Belege
1. ↑  David C. Lees, Neal G. Smith: Foodplant associations of the Uraniinae (Uraniidae) and their systematic, evolutionary, and ecological significance. Journal of the Lepidopterists' Society 45(4), 1. Januar 1991; S. 296–347. (Volltext)
2. 1 2 3  Ernst August Hofmann: Die Raupe von Urania Leilus L. Entomologische Zeitung 42, 1881; S. 487–488. (Digitalisat).
3. ↑  Carl von Linné: Systema naturae, 10 Auflage, 1758; S. 462. (Digitalisat).
4. ↑  Johann Christian Fabricius: Die neueste Gattungs-Eintheilung der Schmetterlinge aus den Linnéischen Gattungen Papilio und Sphinx. Magazin für Insektenkunde 6, 1807; S. 277–295. (Digitalisat).
5. ↑  Maria Sybilla Merian: Metamorphosis insectorum Surinamensium, 1705 (Universiteitsbibliotheek Utrecht MAG AB 352 Rariora, Plate 29)